# Manuela (novela)
Manuela es una novela costumbrista escrita por el autor colombiano José Eugenio Diaz Castro en el año de 1856, publicada inicialmente por entregas en el periódico El Mosaico en 1858 y en forma completa en dos volúmenes en París después de la muerte del autor en 1889 por la casa editorial francesa "Garnier hermanos".
Manuela es considerada la obra literaria más importante de los primeros años de la república. Hoy en día la crítica colombiana la considera como la mejor novela nacional anterior a  María de Jorge Isaacs y la novela colombiana que mejor trató los problemas de fundación nacional de su tiempo y aunque inicialmente fue criticada por el lenguaje  coloquial usado  por sus personajes, desde temprano se la consideró una novela de gran valor social e histórico por los críticos del siglo XIX como José María Vergara y Salvador Camacho Roldán y por importantes historiadores como Germán Colmenares) y economistas como Salomón Kalmanovitz en el siglo XX, que la usaron para corroborar sus análisis de aquel periodo.

## Adaptaciones
Manuela en 1975 fue adaptada para televisión en formato de telenovela producida y transmitida por PUNCH, dirigida por Felipe González, con Amparo Grisales en el papel de la protagonista, fue muy exitosa y la más larga (297 capítulos de media hora) hasta ese momento.
También fue adaptada en formato de radionovela  por el grupo escénico a cargo de Acción Cultural Popular, Escuelas Radiofónicas (Colombia) de la Radio Sutatenza.